# Дворцовая экономика
Дворцовая экономика — примитивная экономическая система, в которой знать монополизует некий ресурс или группу сходных ресурсов, распределение которых осуществляется через централизованный пункт («дворец»). Данная экономика характерна для бронзового века Европы, Ближнего Востока и долины Инда, а также для ряда крупных доколумбовых цивилизаций. 

## Термин
Термин ввели в оборот дешифровщики микенской письменности Майкл Вентрис и Джон Чэдвик, и независимо от них — историк Мозес Финли для описания способа хозяйства эгейской культуры. Позднее термин часто использовали в своих работах Карл Поланьи, Грэхэм Кларк и Честер Старр. Близким, но более широким по смыслу является термин распределительная экономика.

## Характеристика
Социальная организация дворцового общества состоит из элиты, имеющей максимальный доступ к предметам роскоши и развлечениям, а также классов бюрократии, жрецов и крестьян, обеспечивающих натуральное хозяйство и выполнение крупномасштабных общественных работ. Для низшего класса характерна высокая рождаемость и не менее высокая смертность в относительно молодом возрасте, что контрастирует с относительно длительным средним сроком жизни правящего класса.
Экономическая модель основана на сочетании планового хозяйства (позволяющего осуществлять крупные общественные работы, такие как ирригация, сооружение дворцов и пирамид) и натурального хозяйства. Письменность дворцовых обществ, как правило, тоже возникает для чисто экономических нужд. Известны примеры дворцовых обществ вообще без письменности (инки).

## Древняя история
Наиболее ярким примером дворцовой экономики является эгейская культура, включавшая минойскую культуру на Крите и более позднюю микенскую культуру на Крите и материке. Данная культура рухнула в результате бронзового коллапса, как и аналогичные ей культуры Анатолии (Хеттское царство и малые государства Арцавы) и Леванта (Угарит). На Кипре дворцовая экономика просуществовала ещё несколько столетий, пока постепенно не пришла в упадок в результате развития морской торговли финикийцев и греков. Экономика античности и Средних веков уже сильно отличалась от дворцовой.
В доколумбовой Америке классическими дворцовыми экономиками были цивилизации майя и чибча в Центральной Америке и доинкские цивилизации Южной Америки; в более поздних доколумбовых культурах, в частности, у ацтеков и инков, уже наметился переход к более сложным социально-экономическим структурам.

## Современные параллели
В строгом смысле этого слова, в наши дни дворцовая экономика в её классическом виде не существует. Тем не менее, отдельные черты ряда современных диктатур имеют с ней некоторое сходство. Это, прежде всего, военные хунты Латинской Америки, широко распространённые в XX веке, «банановые республики» Африки (начиная с 1960-х гг.). 
Похожими на них являются административно-командные системы Европы и Азии, где степень централизации материального обмена и идеологической цензуры ещё более высока, например, режимы Северной Кореи или Кампучии при Пол Поте. Однако, в этих режимах не существует "знати" дворцовых экономик, то есть признанных собственников. Собственность декларируется общей.